# Isla desierta

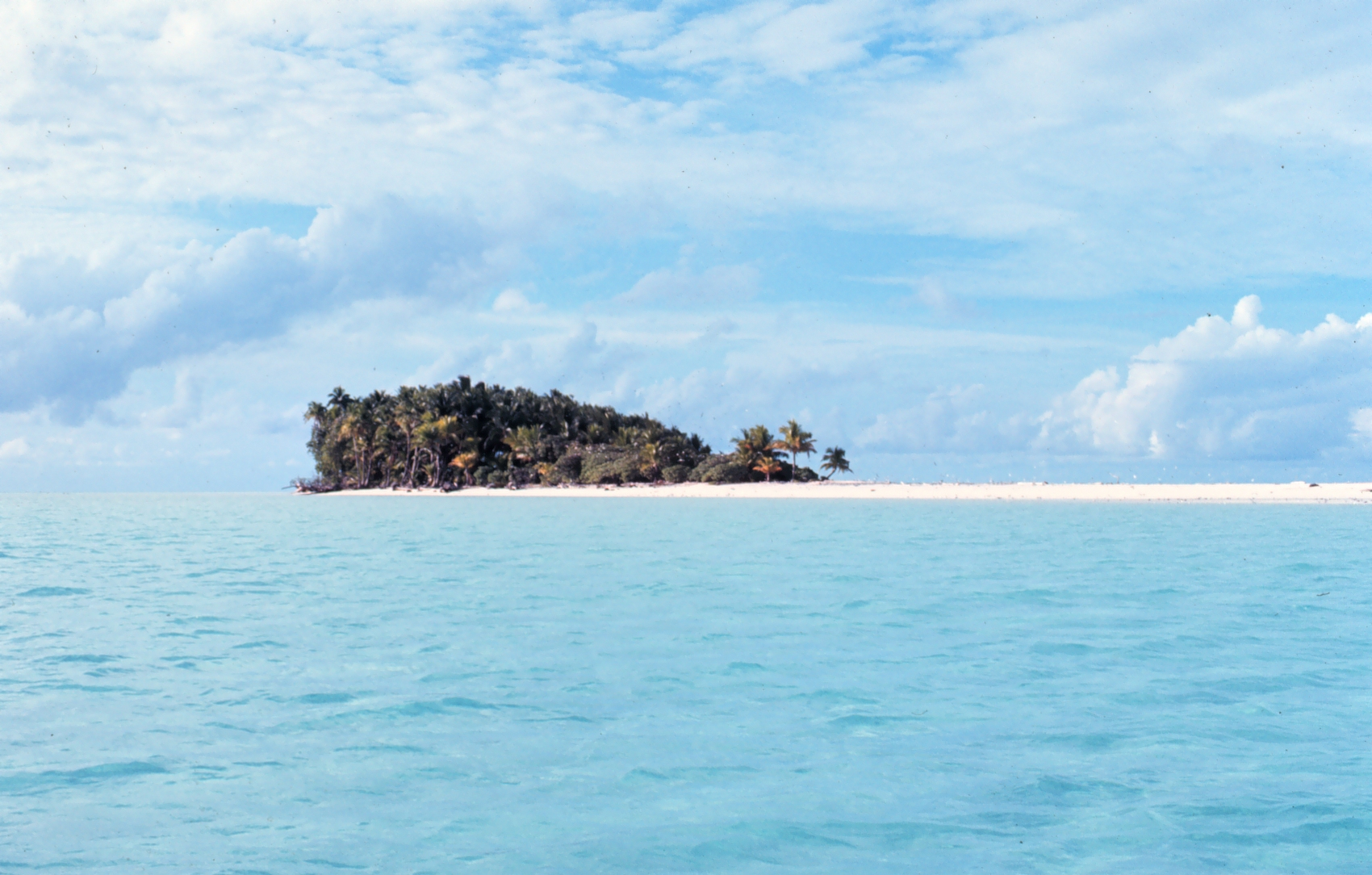
Una isla desierta en Palaos

Una isla desierta, o isla deshabitada, es una isla, islote o atolón que no está permanentemente poblado por humanos. Las islas deshabitadas son a menudo descritas en películas o historias sobre pecios de personas o naufragios, y es también utilizado como estereotipos para la idea de "paraíso". Algunas de las islas deshabitadas están protegidas como reservas naturales, y algunas de ellas son de propiedad privada. La isla Devon, en el norte lejano de Canadá, es la isla deshabitada más grande en el mundo.
Los Atolones pequeños de coral o las islas normalmente no tienen ninguna fuente de agua fresca, pero ocasionalmente una lente de agua dulce puede ser encontrada en ellas.

## Terminología
Las islas deshabitadas son a veces también llamadas "islas desierto" o "islas de desierto". El adjetivo desierto no connota condiciones climáticas, sino más bien "desolado, escasamente ocupado o desocupado". La palabra desierto ha sido anteriormente aplicada para referirse a cualquier región salvaje, deshabitada, incluyendo bosque-tierra, y es este arcaico significando es el que aparece en la frase "isla desierta"".
El término "Isla desierta" es también generalmente utilizada de manera figurativa para referirse a objetos o comportamiento en condiciones de aislamiento social y dentro de un medio material limitado. El comportamiento en una isla desierta es un experimento mental común, por ejemplo, "moralidad en una isla desierta".

## Historia
Las islas desiertas han sido aprovechadas como refugio para los  náufragos, quiénes han encontrado como vencer los obstáculos mortíferos en la práctica de las habilidades de supervivencia.

## Biodiversidad
Las islas desiertas son parcialmente protegidas por los seres humanos, lo que las convierte en refugios de paz para una serie de frágiles especies de vida silvestre, como las tortugas marinas y las aves marinas que anidan en el suelo. Muchas especies de aves marinas las utilizan como escalas en su camino o especialmente para anidar, aprovechando el (supuesto) ausencia de terrestre de depredadores como gatos o ratas.
Aun así, toneladas de residuos de lejanos países se acumulan en sus playas y en el mar, y la ausencia de la vigilancia gubernamental también favorece la caza furtiva de especies protegidas.

## Lista de algunas islas deshabitadas

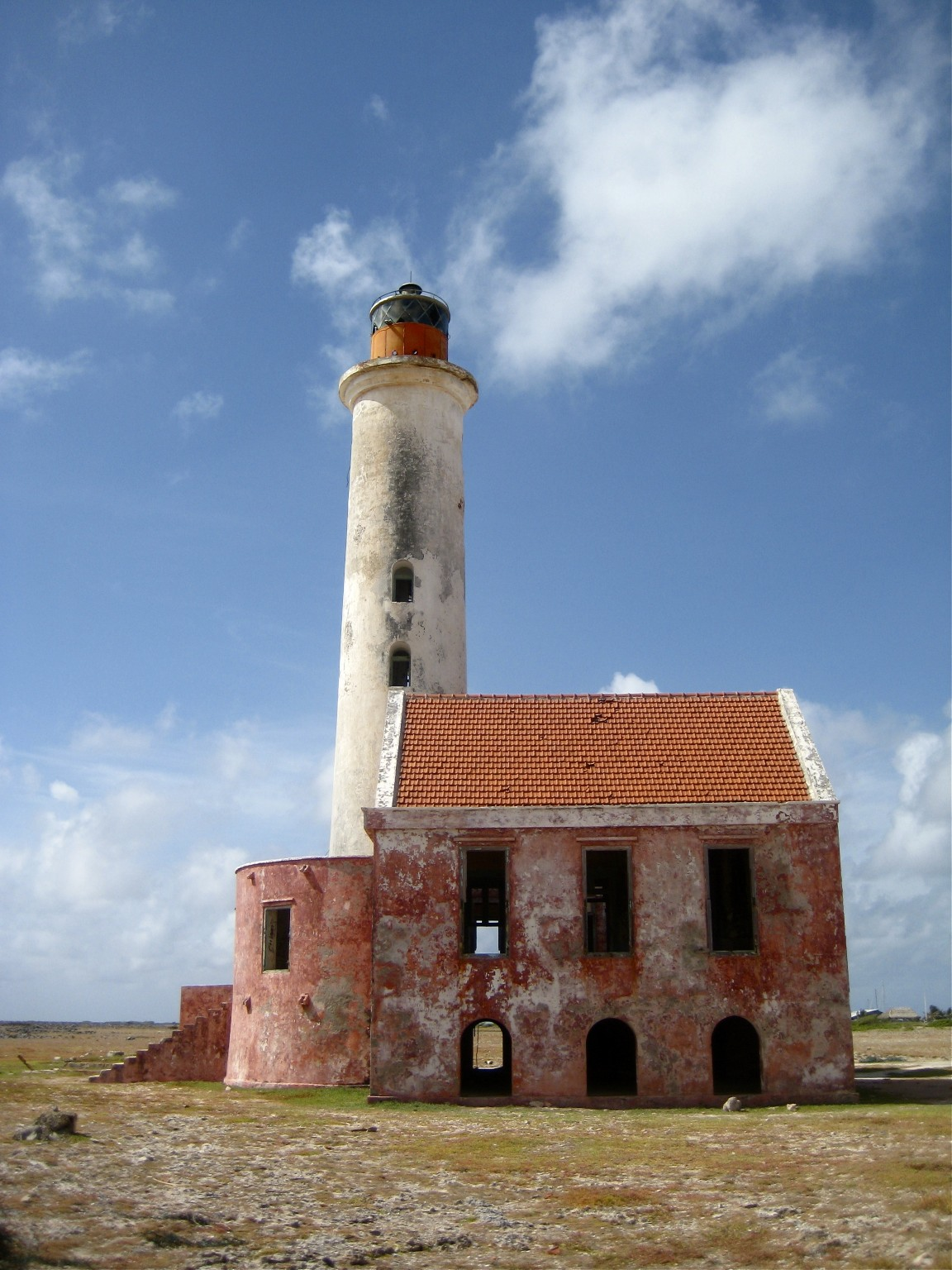
Faro abandonado en Klein Curaçao

- Isla Amatignak, punto más al sur de Alaska, EE. UU.
- Isla Appat, Groenlandia
- ʻAta, la isla más austral del Reino de Tonga
- Islas Auckland, en el Pacífico sur, las cuales son parte de Nueva Zelanda
- Isla Astola, Pakistán
- La mayoría de las Barra Isles, en las Hébridas Exteriores, Escocia. La más famosa de estas es Barra Head.
- Islas Blasket, en Condado de Kerry, Irlanda
- La pirámide de la pelota, una montaña volcánica alta localizada cerca de la Isla Señor Howe en el Pacífico Sur.
- Islote Binlang, Pequeña Kinmen, Taiwán
- La mayoría del Archipiélago Ártico Canadiense
- Caquorobert, Guernsey
- Isla Clipperton, una isla del Pacífico francés
- Islas de Mar del Coral de la costa nororiental de Australia
- Islas De Long, en el Océano Ártico, y que son parte de Rusia
- Islas Desiertas, Portugal
- Isla Devon, la isla deshabitada más grande en el mundo con 55,247 km2[1][2][5]
- Gotska Sandön, Suecia
- Islas Heard y McDonald, Australia
- Muchas islas dentro de las aguas de Hong Kong
- Isla da Queimada Grande, Brasil
- Isle Royale en el lago Superior
- Keros y otras islas pequeñas de la costa de Grecia[6]
- Islas Kermadec, parte de Nueva Zelanda
- Isla Korzhin, en el lago Balkhash de Kazajistán
- Klein Curaçao, Curazao
- Lampione, Sicilia
- Lítla Dímun, Islas Faroe
- Isla Luci en el distrito de Xiuyu, en Fujian, China
- Isla Ogurchinsky, en el Mar Caspio
- Islas Rata, una isla volcánica en las Islas Aleutianas
- Santa Luzia en Cabo Verde
- Islas Savage, Portugal
- Islas Aurora, Georgias del Sur
- Surtsey, una isla volcánica al sur de Islandia
- Tetepare, la isla deshabitada más grande en el Pacifico Sur[7]
- Islote Topo, Azores, Portugal
- La mayoría de las Islas Ultramarinas Menores de los Estados Unidos, como el atolón Johnston, la isla Wake y las islas Midway.  El atolón de Palmyra no tiene residentes permanentes, pero tiene terrenos privados que están ocupados continuamente por residentes temporales.

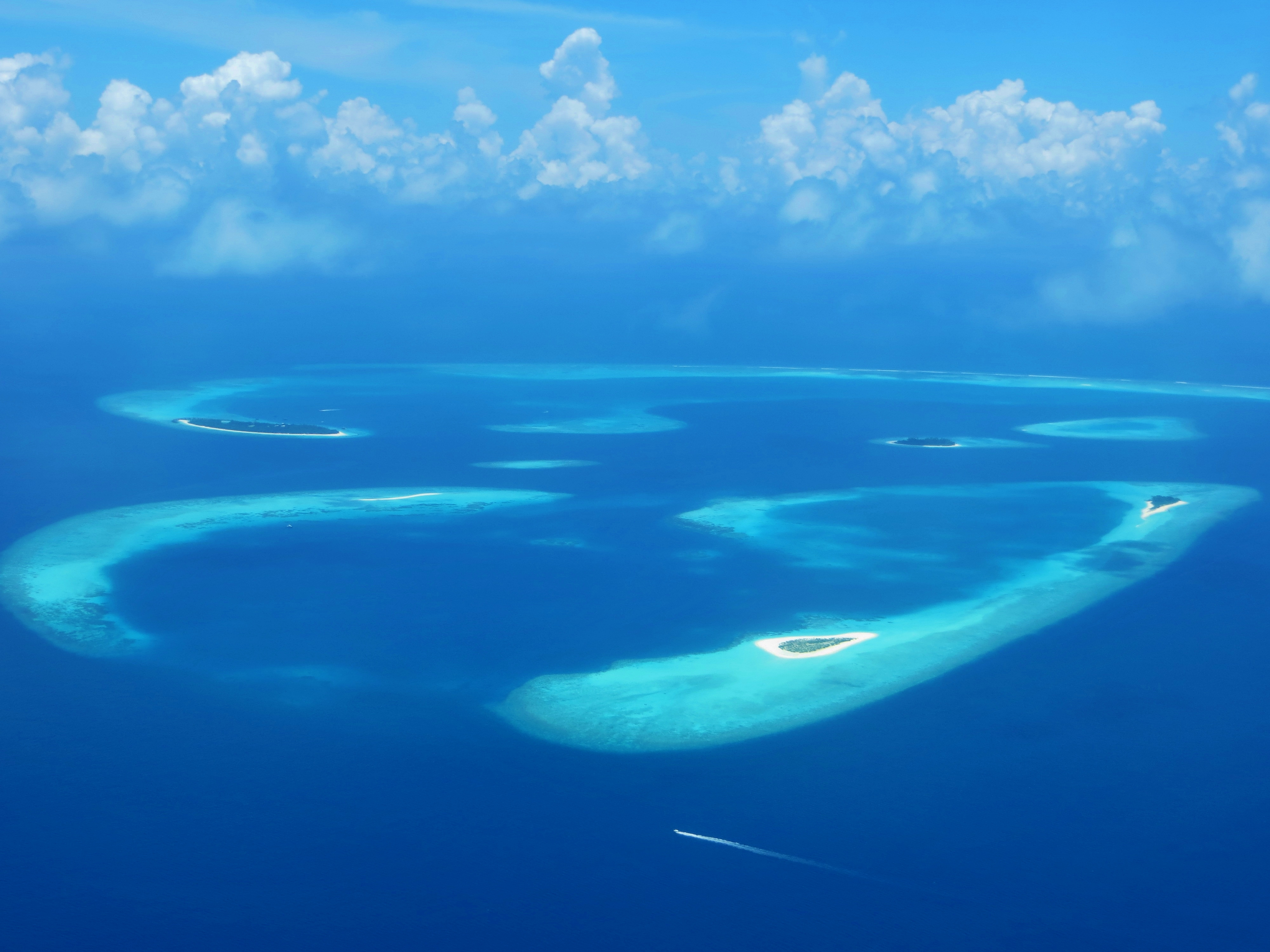
Vista del atolón Baa, Maldives
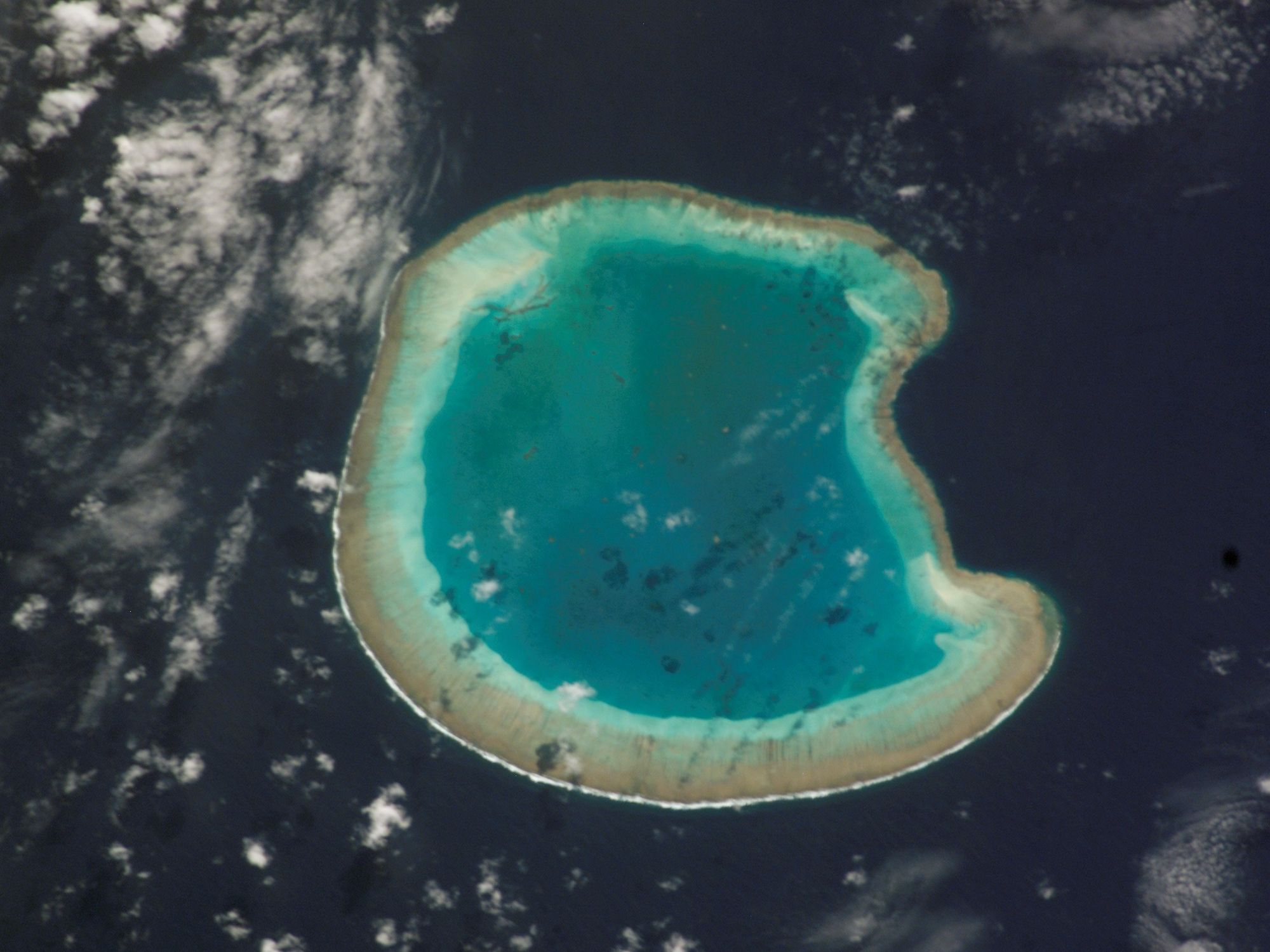
Bassas da India, en el Océano Indico
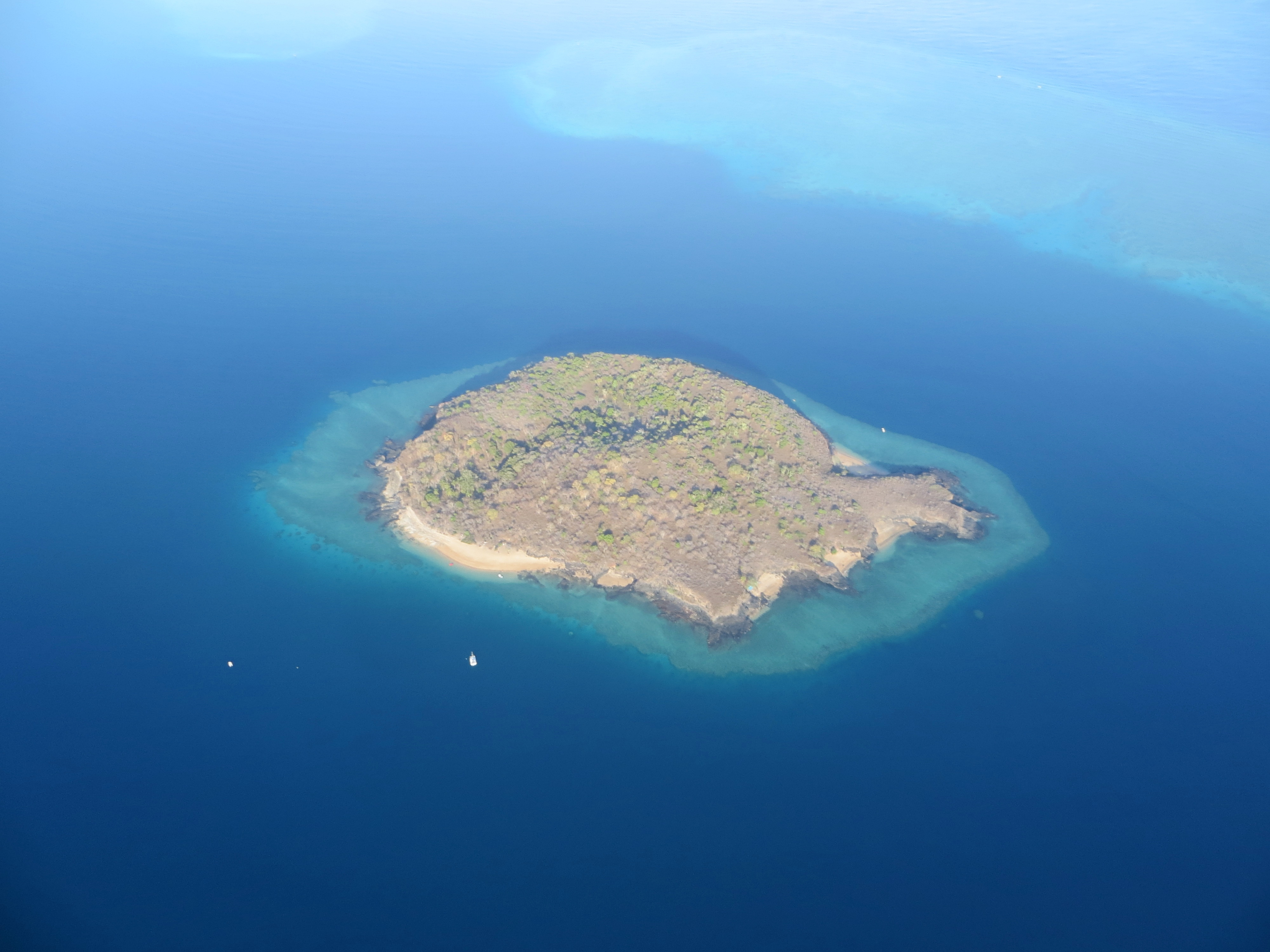
Chissioua Bandrélé, Mayotte
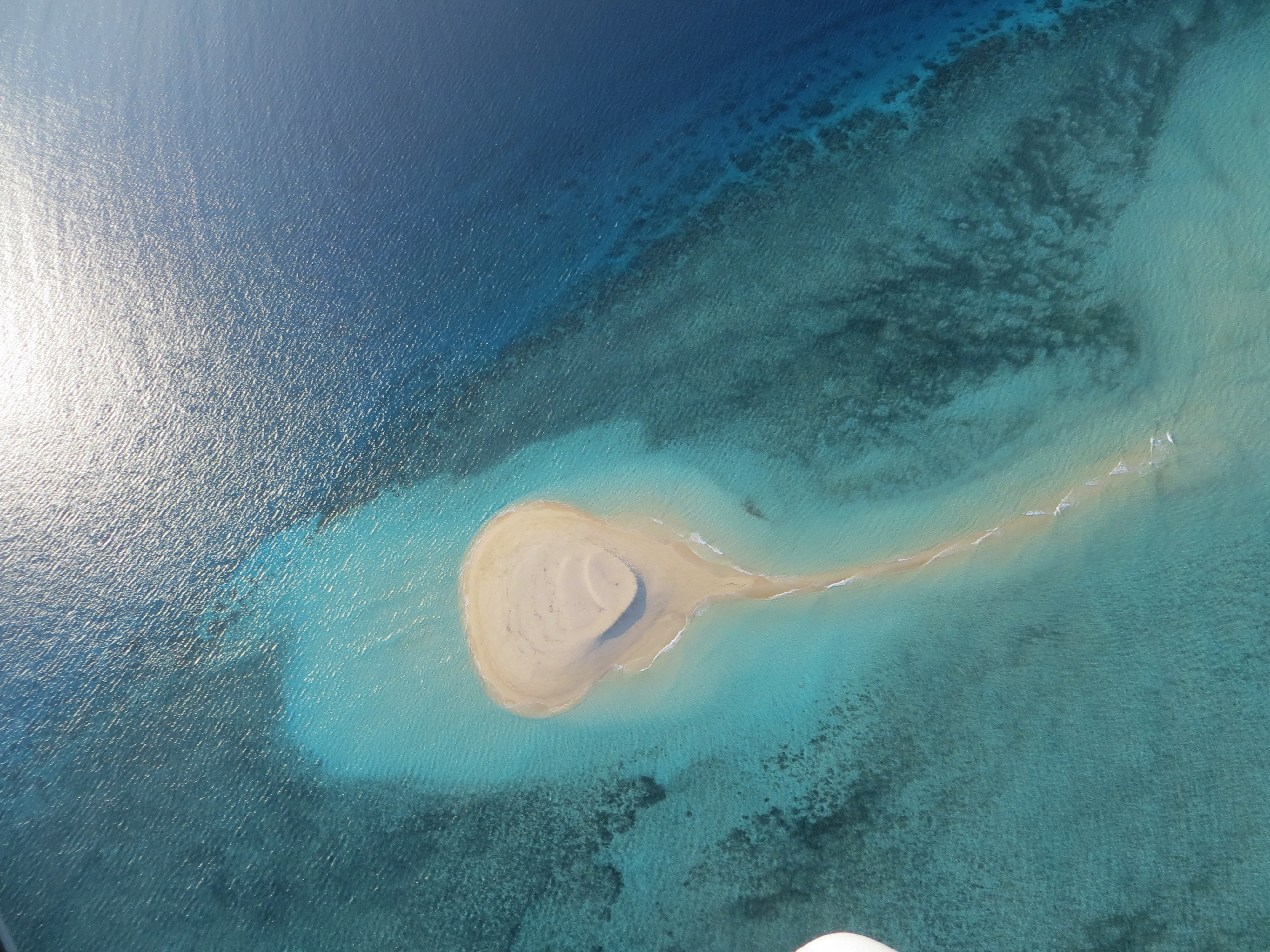
Mtsanga Tsoholé, Mayotte
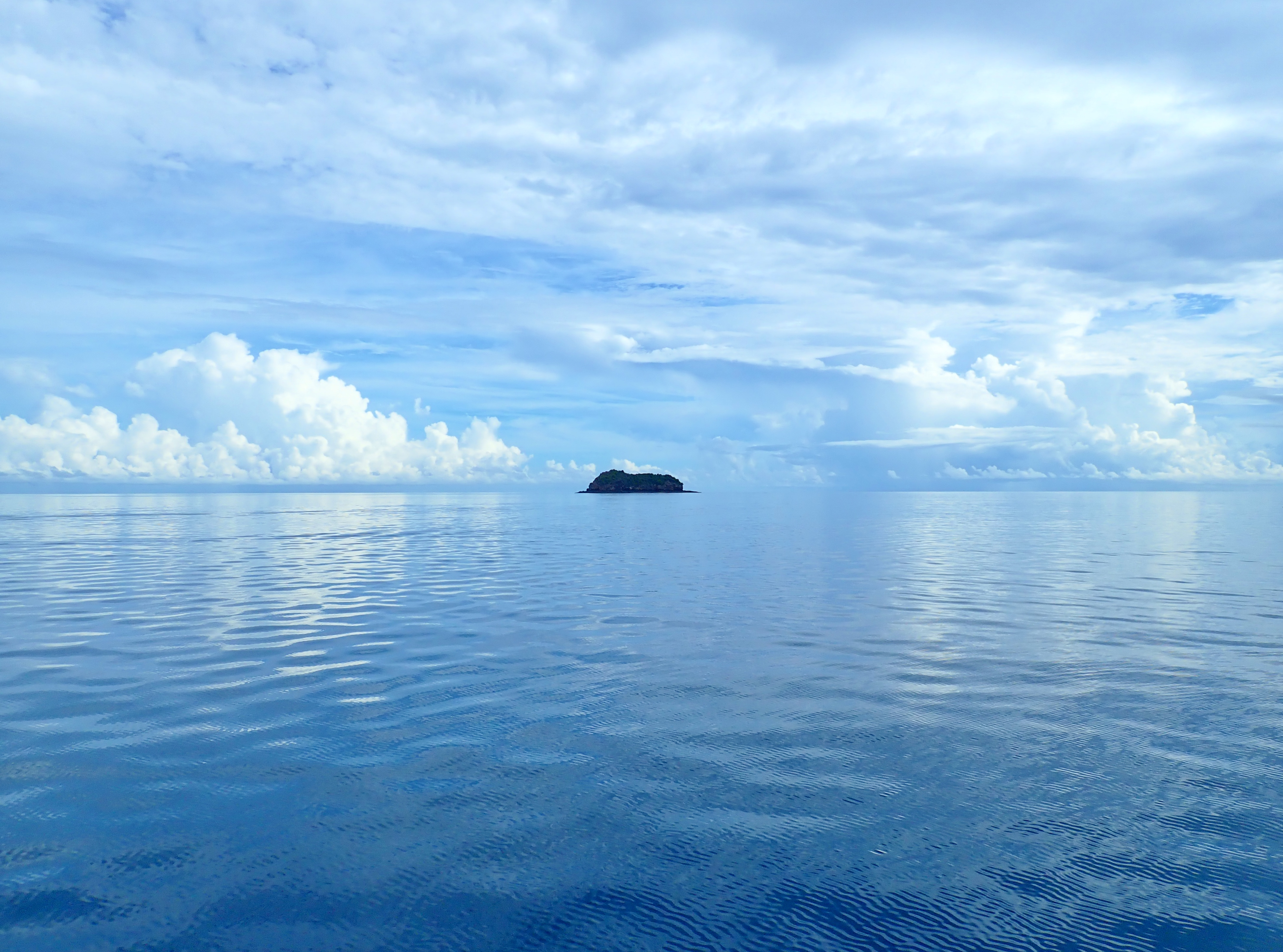
Gombé Ndroumé, Mayotte

## Lista de islas deshabitadas más grandes
| Rank | Área Rank | Island                         | Área (km2) | Área (sq mi) | País(es)                                                                           | Coordenadas       |
| ---- | --------- | ------------------------------ | ---------- | ------------ | ---------------------------------------------------------------------------------- | ----------------- |
| 1    | 27        | Devon (Tallurutit)             | 55,247     | 21,331       | Canadá (Nunavut)                                                                   | 75°08′N 87°51′W   |
| 2    | 28        | Alejandro I                    | 49,070     | 18,950       | Ninguno (reclamaciones territoriales antárticas de Argentina, Chile y Reino Unido) | 71°00′S 70°00′W   |
| 3    | 30        | Séverni                        | 48,904     | 18,882       | Rusia (Óblast de Arcángel)                                                         | 75°30′N 60°00′E   |
| 4    | 31        | Berkner                        | 44,000     | 17,000       | Ninguno (reclamaciones territoriales antárticas de Argentina y Reino Unido)        | 79°30′S 47°30′W   |
| 5    | 32        | Axel Heiberg (Umingmat Nunaat) | 43,178     | 16,671       | Canadá (Nunavut)                                                                   | 79°26′N 90°46′W   |
| 6    | 33        | Melville (Ilulliq)             | 42,149     | 16,274       | Canadá (Territorios del Noroeste y Nunavut)                                        | 75°30′N 111°30′W  |
| 7    | 40        | Príncipe de Gales (Kinngailak) | 33,339     | 12,872       | Canadá (Nunavut)                                                                   | 72°40′N 99°00′W   |
| 8    | 46        | Somerset (Kuuganajuk)          | 24,786     | 9,570        | Canadá (Nunavut)                                                                   | 73°15′N 93°30′W   |
| 9    | 47        | Kotelny (Olgujdaah Aryy)       | 24,000     | 9,300        | Rusia (Sajá)                                                                       | 75°20′N 141°00′E  |
| 10   | 54        | Bathurst                       | 16,042     | 6,194        | Canadá (Nunavut)                                                                   | 75°46′N 099°47′W  |
| 11   | 55        | Príncipe Patrick               | 15,848     | 6,119        | Canadá (Territorios del Noroeste)                                                  | 76°45′N 119°30′W  |
| 12   | 56        | Thurston                       | 15,700     | 6,100        | Ninguno                                                                            | 72°6′S 99°0′W     |
| 13   | 57        | Nordaustlandet                 | 14,467     | 5,586        | Noruega (Svalbard)                                                                 | 79°48′N 22°24′E   |
| 14   | 59        | Revolución de Octubre          | 14,170     | 5,470        | Rusia (krai de Krasnoyarsk)                                                        | 79°30′N 97°00′E   |
| 15   | 68        | Ellef Ringnes                  | 11,295     | 4,361        | Canadá (Nunavut)                                                                   | 78°30′N 102°15′W  |
| 16   | 69        | Bolchevique                    | 11,270     | 4,350        | Rusia (krai de Krasnoyarsk)                                                        | 78°63'N 102.48°E  |
| 17   | 71        | Bylot                          | 11,067     | 4,273        | Canadá (Nunavut)                                                                   | 73°16′N 78°30′W   |
| 18   | 77        | Príncipe Carlos                | 9,521      | 3,676        | Canadá (Nunavut)                                                                   | 67°47′N 76°12′W   |
| 19   | 82        | Komsomolets                    | 9,006      | 3,477        | Rusia (krai de Krasnoyarsk)                                                        | 80°29′N 94°59′E   |
| 20   | 85        | Carney                         | 8,500      | 3,300        | Ninguno                                                                            | 73°57′S 121°00′W  |
| 21   | 107       | Coats                          | 5,498      | 2,123        | Canadá (Nunavut)                                                                   | 62°35′N 082°45′W' |
| 22   | 111       | Amund Ringnes                  | 5,255      | 2,029        | Canadá (Nunavut)                                                                   | 78°20′N 96°25′W   |

La mayoría de las islas deshabitadas más grandes se encuentran a muchos kilómetros dentro de los círculos árticos o antárticos, lo que indica que la razón de su inhabitabilidad es el clima helado.

## En la cultura popular
Las primeras novelas ambientadas en una isla desierta fueron Hayy ibn Yaqdhan escrita por el árabe Ibn Tufail (1105–1185), seguido por Theologus Autodidactus escrito por Ibn al-Nafis (1213–1288). Los protagonistas en ambas historias (Hayy en Hayy ibn Yaqdhan y Kamil en Theologus Autodidactus) son niños ferales que viven en reclusión en una isla desierta, hasta que ellos entran en contacto finalmente con algunos náufragos del exterior quiénes están varados en la isla. La historia de Theologus Autodidactus, aun así, extiende allende el encuadre de isla desierta cuándo el naufrago se lleva a Kamil a la civilización con ellos.
William Shakespeare en La Tempestad, utiliza la idea estar varado en una isla desierta como pretexto para trama. Próspero y su hija Miranda están puestos a la deriva por el hermano traidor de Próspero, Antonio, buscando convertirse en el Duque de Milán, y Próspero a su vez hace naufragar a su hermano y otros hombres por pecado en la isla.
Una traducción latina del texto de Ibn Tufail,  Hayy ibn Yaqdhan, apareció en 1671, realizada por Edward Pococke "el Joven", seguida por una traducción inglesa echa por Simon Ockley en 1708, así como por las traducciones alemanas y holandesas. En el siglo XVII, Hayy ibn Yaqdhan, insipiró a Robert Boyle, un conocido filósofo naturalista, para escribir su propia novela filosófica sobre una isla desierta, El Aspirante Naturalista. Ibn al-Nafis' Theologus Autodidactus fue también finalmente traducido al inglés a principios del siglo XX.

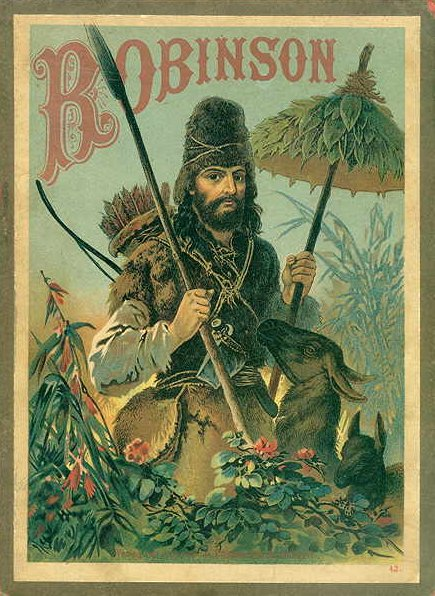
Robinson Crusoe en una ilustración alemana de 1887

Publicado en 1719, La novela de Daniel Defoe, Robinson Crusoe sobre un naufrago en una isla desierta ha engendrado diferentes adaptaciones en película, televisión y series radiofónicas que su nombre solo define todo un género, Robinsonade. La novela presenta a Viernes, el ayudante personal de Crusoe. Probablemente Dafoe tomó la inspiración para Crusoe de un marinero escocés llamado Alexander Selkirk, quién fue rescatado en 1709 después de cuatro años en las deshabitadas Islas de Juan Fernández; Defoe uso hecho normalmente de acontecimientos actuales para sus parcelas. Defoe solía hacer uso de los acontecimientos actuales para sus tramas. También es probable que se haya inspirado en las traducciones al latín o al inglés del libro de Ibn Tufail, Hayy ibn Yaqdhan.
Noel Paul Stookey cantó una canción sobre vivir en una isla desierta llamada "On a Desert Island (With You in My Dreams)" en el álbum de 1965 de Peter, Paul & Mary : " See What Tomorrow Brings".
Tom Neale era un neozelandés que voluntariamente pasó 16 años en tres sesiones en las décadas de 1950 y 1960 viviendo solo en la isla de Suwarrow en el grupo de las Islas Cook del Norte. Su tiempo allí está documentado en su autobiografía, An Island To Oneself .
En la concepción popular, estas islas suelen estar localizadas en el Océano Pacífico, zonas tropicales, normalmente están deshabitadas e inexploradas.  Son lugares remotos que ofrecen escape y obligan a las personas abandonadas o varadas como náufragos a volverse autosuficientes y esencialmente crear una nueva sociedad. Estas sociedades suelen ser utópica, basada en una ingeniosa recreación de las comodidades de la sociedad civilizada (como en El Robinson suizo y, en una forma humorística, La Isla de Gilligan) o una regresión al salvajismo (el tema principal tanto de El señor de las moscas y La Playa).
Las islas desiertas son también una imagen muy popular para las caricaturas humorísticas, la isla se representa convencionalmente con solo unos pocos metros de ancho con una sola palmera (probablemente debido a las limitaciones visuales del medio). 17 de estas historietas aparecieron en The New Yorker sólo en 1957.
Una variación especial del tema de la isla desierta aparece en The War in the Air de H.G. Wells. Como parte de la guerra global cataclísmica representada, los puentes que unen Goat Island en medio de las Cataratas del Niágara con el continente se cortan, y con la civilización desmoronándose rápidamente, algunos sobrevivientes varados en la isla no pueden esperar ser rescatados y deben confiar en sus propios recursos para embarcarse en una sombría lucha a vida o muerte.
Las principales "vacaciones de ensueño" para los hombres heterosexuales encuestados por Psychology Today fue: "ser abandonados en una isla tropical con varios miembros del sexo opuesto".

## Náufragos históricos
En 1820, la tripulación del ballenero Essex pasó un tiempo en la deshabitada isla Henderson . Allí se atiborraron de pájaros, peces y vegetación y encontraron un pequeño manantial de agua dulce. Después de una semana, habían agotado los recursos de la isla y la mayoría de la tripulación partió en tres balleneros , mientras que tres de los hombres decidieron permanecer en la isla y sobrevivieron allí durante cuatro meses hasta su rescate.